# Jordi Pericot i Canaleta
Jordi Pericot i Canaleta (el Masnou, Barcelona, 16 de noviembre de 1931) es un artista plástico y diseñador catalán.

## Biografía
Hermano del pintor y escenógrafo Santiago Pericot Canaleta e hijo de la profesora Maria Canaleta i Abellà, estudió en la Escuela Normal de Barcelona y en la Facultad de Letras y en la escuela de Bellas Artes de Toulouse (Francia). Se licenció en filosofía por la Universidad de Barcelona y lengua francesa por la Universidad de Toulouse . También logró el título de doctor en historia del arte por la Universidad de Barcelona.
En 1958 se muda a Francia, donde se introduce en las técnicas del cine experimental e inicia su trayectoria artística. Entre 1960 y 1967 vivió en París y se dedicó al arte, a la enseñanza y el cine experimental.
A finales de los años sesenta, prioriza el campo más teórico y de investigación docente. En 1968, de nuevo en Barcelona, fue nombrado director de la escuela de diseño Elisava (cargo que mantendría hasta el 1980), donde empezó una larga investigación sobre la comunicación visual que culminó en una tesina dedicada a esta especialidad. En Barcelona mantiene una actividad artística y cultural destacada, especialmente en la búsqueda del arte cinético. Crea el grupo MENTE ("Muestra Española de Nuevas Tendencias Estéticas"), que agrupa personalidades como Oriol Bohigas, Ricard Bofill, Ricard Salvat, Mestres Quadreny o Daniel Giralt-Miracle, e introduce los conceptos que había cultivado en París en la creación artística participativa y no comercial.
En 1972 representa a España en la XXXVI Bienal de Venecia, oportunidad que le abre una puerta en el campo internacional del arte. 
En 1980 se convierte en catedrático de diseño en la Universidad de Barcelona (1980/91). Más tarde, llegó a catedrático de comunicación audiovisual en la Universidad Pompeu Fabra (1991-2001), donde es nombrado posteriormente vicerrector, y después profesor emérito. Además, es miembro numerario de la Real Academia de Bellas Artes de Barcelona, miembro correspondiente de la Real Academia de Bellas Artes de Santa Isabel de Hungría de Sevilla y Medalla de Oro del Mérito Cultural de la Ciudad de Barcelona.

## Obra
Su obra plástica trata de ir más allá de la pura investigación óptica y cinética para conseguir un análisis de las leyes perceptivas y su valor comunicativo. Mediante la forma y el color, el vacío y la luz, elabora diversas construcciones tridimensionales sometidas a las leyes de permutación, variación y reiteración.
Ha expuesto en Barcelona, Madrid, Bilbao, Canarias, Valencia, Francia, Alemania, Italia y Estados Unidos. Actualmente, su obra está representada en los museos de arte contemporáneo de Madrid, Ottawa, Sevilla, Iowa, Ibiza, Helsinki y Santiago de Chile, entre otros. El Masnou, donde nació y creció, tiene dedicado un espacio llamado "Espacio de Arte Cinético Jordi Pericot", dentro del Museo Municipal de Náutica del Masnou. Se trata del único espacio permanente dedicado al autor y de la única colección permanente de arte cinético del Estado español.